# General Electric GEnx
Il General Electric GEnx (General Electric next-generation) è una famiglia di motori turbofan prodotti dalla GE Aviation.
Installato sui nuovi Boeing 747-8 e 787, è sviluppato sulla base del General Electric GE90 ed è destinato a sostituire il General Electric CF6.

## Storia e sviluppo
Questa famiglia di motori fu inizialmente scelta nell'aprile del 2004 dalla Boeing per equipaggiare il suo velivolo di nuova generazione 7E7, poi ribattezzato Boeing 787. Nella stessa occasione la General Electric annunciò l'intenzione di sostituire con questo nuovo motore i modelli di CF6 in produzione.
Il GEnx ripropone alcune delle tecnologie avanzate introdotte inizialmente sul motore turboventola GE90, tra cui l'impiego di materiali compositi per le pale della ventola e il carter del fan e il compatto compressore.
Il motore è prodotto principalmente dalla GE Aviation (64%) insieme ad Ishikawajima-Harima Heavy Industries (15%), AvioAero (12%), Volvo Aero, Techspace Aero, Mitsubishi Heavy Industries e Samsung Techwin (9%).
Le prime prove al banco iniziarono il 19 marzo 2006, mentre quelle in volo furono condotte dal 22 febbraio 2007 installando su un 747-100 un GEnx in posizione 2 (sostituendo il motore originale dell'ala sinistra più vicino alla fusoliera con il nuovo prototipo).
Il motore ha ottenuto la certificazione da parte della FAA il 31 marzo 2008, mentre l'entrata in servizio, inizialmente prevista per il 2008, è slittata in seguito al ritardo della certificazione e consegna agli operatori del 787.

## Tecnica

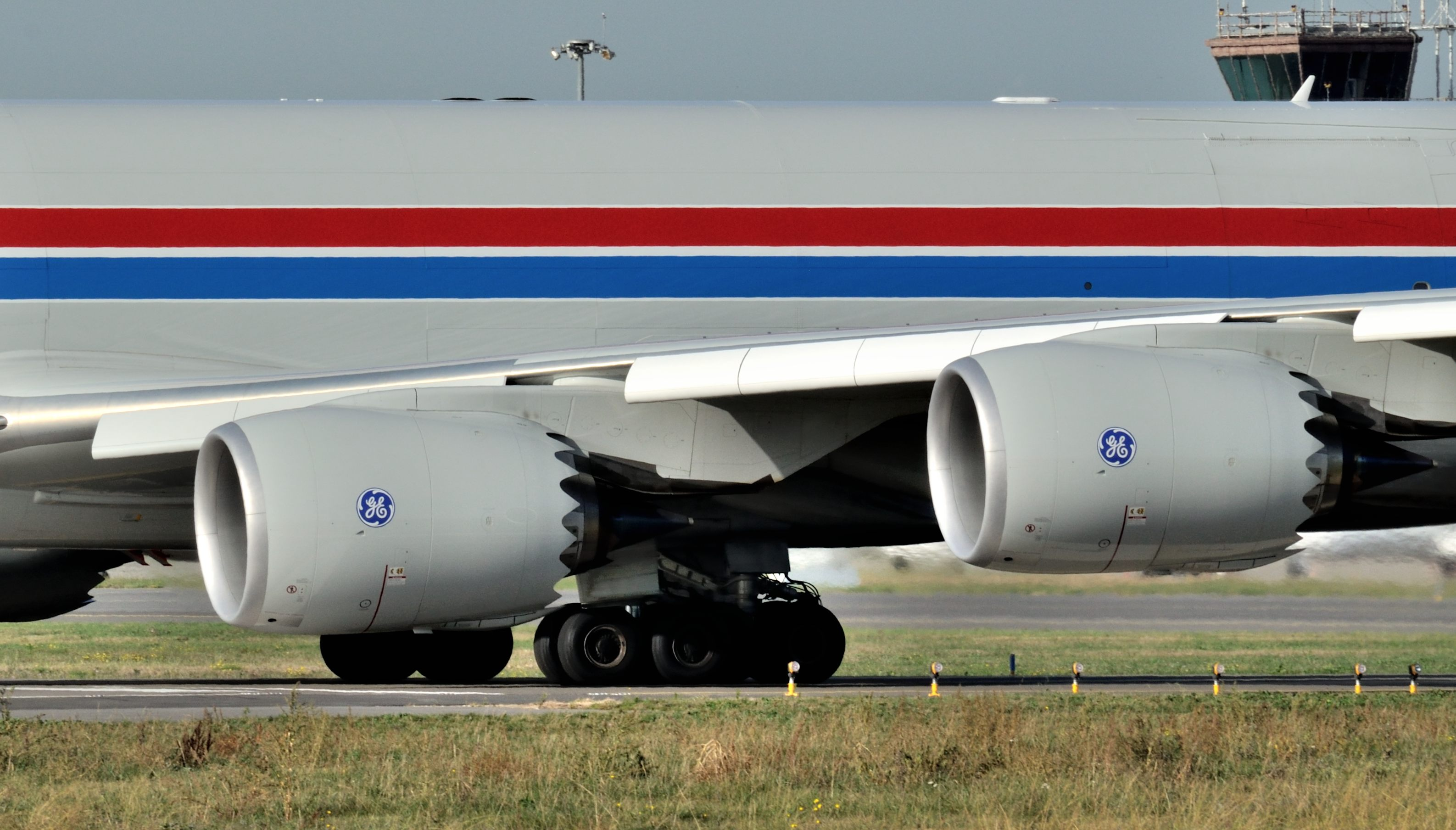
Un General Electric GEnx-2B nella gondola motore di un Boeing 747-8

Derivato dal GE90, il GEnx è stato sviluppato nell'ottica di riduzione del peso e del consumo di carburante. Nella versione per il 787 ha gli stessi collegamenti di interfaccia con il velivolo della motorizzazione alternativa Rolls-Royce Trent 1000, rendendo così possibile un rapido interscambio dei motori (GE o RR).
Il GEnx è prodotto in due sottofamiglie, la "GEnx-1B" destinata alle varie versioni di 787 e la "GEnx-2B" per il 747-8.
Il gruppo di bassa pressione è costituito da una ventola e quattro (tre per i GEnx-2B) stadi di compressore assiale di bassa pressione collegati da un albero motore a sette (sei per i GEnx-2B) stadi di turbina di bassa pressione che ruotano, guardando il motore da dietro, in senso orario. Il gruppo di alta pressione, invece, si compone di 10 stadi di compressore assiale di alta pressione collegati da un secondo albero motore concentrico al primo a due stadi di turbina di alta pressione che ruotano in senso antiorario.
Il motore è costruito secondo una filosofia "modulare" che consente di revisionare singoli i moduli del motore (compressore, camera di combustione, turbina) indipendentemente gli uni dagli altri.

### Sistema pneumatico
Una delle principali innovazioni introdotte dalla serie "-1B" è relativa all'eliminazione dell'uso di aria spillata dagli stadi del compressore per alimentare gli impianti del velivolo per il condizionamento e pressurizzazione, per il sistema antighiaccio e per l'avviamento dei motori che, su queste versioni, sono alimentati da corrente elettrica prodotta da generatori montati sulla scatola ad ingranaggi dei motori stessi o dell'APU.

### Fan
Le pale del fan ed il suo carter sono costruite in materiale composito. Le pale hanno il bordo di attacco in titanio per meglio resistere all'ingestione di corpi estranei o ghiaccio. L'uso di materiali compositi per questa sezione ha portato ad un risparmio di circa 159 kg rispetto ad un motore convenzionale in metallo, oltre ad una miglior resistenza alla corrosione.
L'aumentato rapporto di bypass, ha permesso una riduzione del rumore di 13 db rispetto al predecessore GE90.

### Compressore
Per aumentare l'efficienza energetica del motore, i dieci stadi del compressore di alta pressione garantiscono un rapporto di compressione di 23:1 e sono stati ottimizzati sfruttando la modellizzazione di flussi 3D attorno alle palette rotoriche e statoriche. I primi tre stadi rotorici sono costruiti con tecnologia blisk, con le palette fuse con il disco a formare un unico assieme, risparmiando parti, peso ed eliminando la possibilità di fughe di aria compressa tra palette e disco.

### Camera di combustione
La camera di combustione è di tipo anulare. Per ridurre la produzione di NOx (dovuti alle alte temperature di combustione), nel GEnx l'aria in ingresso alla camera di combustione non è divisa tra flusso primario (che partecipa alla combustione) e flusso di diluizione (che diluisce i prodotti di combustione abbassandone la temperatura e proteggendo le pareti del combustore), ma è immessa (nella quasi totalità) nel combustore attraverso 22 generatori di vortici, ognuno dei quali è anche sede di uno spruzzatore di combustibile.
La minore temperatura media di fiamma oltre a ridurre le emissioni nocive, riduce gli stress termici del combustore e dei componenti a valle, mentre la mancanza di fori per l'aria di diluizione nelle pareti del combustore contribuisce a ridurre la fatica meccanica.

### Diagnostica
Nel motore sono installati diversi sensori in grado di rilevare i parametri di funzionamento e comunicarli ad un computer che li monitora in tempo reale, permette di tenere traccia dell'andamento delle prestazioni nel tempo (Engine Condition Trend Monitoring), e registra le anomalie (anche solo temporanee) di funzionamento per una più agevole ricerca delle avarie da parte del personale di manutenzione una volta a terra. Nel computer di bordo viene anche tenuta traccia della "vita" residua delle parti che lo compongono in base al tipo di utilizzo del motore, in modo da ottimizzare le operazioni di revisione su tutti i motori della flotta.
È altresì dotato di sistema FADEC per la gestione automatica dei parametri di funzionamento che necessita (come unico input da parte del pilota) la posizione della manetta per assicurare la necessaria spinta corrispondente.

## Caratteristiche
| Caratteristiche                  | GEnx-1B-54 (787-3) | GEnx-1B-64 (787-8) | GEnx-1B-70 (787-9) | GEnx-2B-67 (747-8) |
| -------------------------------- | ------------------ | ------------------ | ------------------ | ------------------ |
| Spinta:                          | 236,60 kN          | 283,76 kN          | 310,45 kN          | 295,77 kN          |
| Lunghezza:                       | 4,928 m            | 4,928 m            | 4,928 m            | 4,699 m            |
| Diametro ventola:                | 2,822 m            | 2,822 m            | 2,822 m            | 2,667 m            |
| Massa a secco:                   | 5.642 kg           | 5.642 kg           | 5.642 kg           | 5.440 kg           |
| Bypass ratio:                    | 9,6:1              | 9,2:1              | 9,1:1              | 9:1                |
| Rapporto di compressione totale: | 36,1:1             | 41,4:1             | 44,3:1             | 43:1               |
| Fan:                             | 1                  | 1                  | 1                  | 1                  |
| Stadi compressore LP:            | 4                  | 4                  | 4                  | 3                  |
| Stadi turbina LP:                | 7                  | 7                  | 7                  | 6                  |
| Stadi compressore HP:            | 10                 | 10                 | 10                 | 10                 |
| Stadi turbina HP:                | 2                  | 2                  | 2                  | 2                  |

## Velivoli utilizzatori
- Boeing 747-8 (GEnx 2B-67)
- Boeing 787-3 (GEnx 1B-54)
- Boeing 787-8 (GEnx 1B-64)
- Boeing 787-9 (GEnx 1B-70)
- ipotesi: Airbus A350 (GEnx 72A)